# 몰디브 민주당
몰디브 민주당(디베히어: ދިވެހިރައްޔިތުންގެ ޑިމޮކްރެޓިކް ޕާޓީ) 또는 민주당은 몰디브의 중도 우파 정당이자 현재 몰디브의 집권 여당이다.

## 같이 보기
- 이슬람 민주주의 정당 목록